# Aneurisma del setto interatriale

aneurisma del setto interatriale con movimento fasico nel ciclo cardiaco, ecocardiogramma transesofageo

L’aneurisma del setto interatriale (ASA) è una infrequente anomalia morfologico-strutturale del setto interatriale del cuore caratterizzata da assottigliamento e incurvamento del pavimento della fossa ovale con protrusione nelle cavità atriali. Il setto aneurismatico può essere fisso o fluttuare tra i due atri.

## Definizione
La distinzione tra assottigliamento o ridondanza del setto interatriale e aneurisma è stata variamente quantizzata dai vari autori. Il setto interatriale è definito aneurismatico quando la base della porzione protrudente è  ≥ 15 mm e la protrusione dell'aneurisma è  ≥ 15 mm oltre il piano del setto oppure le escursioni fasiche dell'area aneurismatica durante il ciclo cardiaco sono di ampiezza  ≥ 15 mm. Altri autori considerano come cutoff dell'escursione dal piano del setto interatriale 11 mm.  In uno studio autoptico è stato adottato il criterio della protrusione maggiore di 10 mm verso uno degli atri.

## Epidemiologia
La prevalenza varia a seconda della metodica diagnostica: con l'ecocardiografia trans toracica è stata stimata tra lo 0,12 e lo 0,54%, con l'ecocardiografia trans esofagea è stata stimata dal 3 all'8%. In un ampio studio autoptico è stato riportata una prevalenza dell'1%.
.

## Clinica
L’aneurisma del setto interatriale può essere isolato o associarsi ad altre anomalie strutturali, come il difetto interatriale (FOP), il difetti interatriali tipo ostium secundum e il prolasso della valvola mitrale. È stata anche segnalata l'associazione con altre anomalie: prolasso della valvola tricuspide, Sindrome di Marfan, aneurisma del seno di Valsalva e dissezione aortica. È stata ipotizzata la possibilità di anomalie ereditarie del connettivo alla base dell'aneurisma del setto interatriale.
L'aneurisma del setto interatriale può apparire fenestrato (cioè con presenza di multipli piccoli forami): tale aspetto può sfuggire anche all'ecocardiografia transesofagea ma è visibile con l'ecocardiografia intracardiaca. L'aspetto fenestrato non è correlato alla pervietà del forame ovale, ma è considerato un difetto ibrido, in quanto affine embriologicamente al difetto interatriale tipo ostium secundum. 
Diversi studi hanno messo in relazione l'aneurisma del setto interatriale (ma soprattutto il forame ovale pervio) a embolia cardiogena e a ictus criptogenetico (ciè a ictus da causa non diagnosticabile). È stato ipotizzato che l'aneurisma del setto interatriale potrebbe favorire la formazione di trombi in situ o l'innesco di aritmie come la fibrillazione atriale, con conseguenze emboliche, ma la letteratura non è concorde sull'argomento
Maggiori evidenze si hanno sull'associazione del forame ovale pervio con embolia paradossa (cioè con passaggio, in particolari condizioni,  di emboli dall'atrio destro all'atrio sinistro contro il fisiologico gradiente pressorio) ad origine venosa. La correlazione tra orame ovale pervio ed embolizzazione sarebbe più forte in caso di presenza di shunt a riposo, se l'entità dello shunt risulta marcata a livello cerebrale  (>10 bolle all'eco-Doppler transcranico), se nell'anamnesi vi sono eventi cerebrovascolari multipli, se l'età del paziente è maggiore di 65 anni e se coesistono anomalie della coagulazione in senso trombofilico.
In realtà la prevalenza di pervietà del forame ovale (dovuta alla mancata fusione della membrana della fossa ovale dopo la nascita) è  pari circa a un quarto della popolazione generale, ma solo pochi dei soggetti affetti presentano un evento ischemico cerebrale nella propria vita.
L'aneurisma del setto interatriale fenestrato è stato messo in relazione alla presenza di shunt bidirezionale tra gli atri, visibile all'ecocardiografia transesofagea, e alla possibilità di embolia paradossa durante manovra di Valsalva.

### Sintomatologia
Sono stati attribuiti all'aneurisma del setto interatriale da nessun sintomo alla comparsa di episodi ischemici sistemici e aritmie sopraventricolari come la fibrillazione atriale o tachicardie focali.

### Diagnosi
Può essere occasionalmente auscultato un click mesosistolico non eiettivo forse dovuto alla messa in tensione della membrana della fossa ovale durante il ciclo cardiaco.
In un paziente con ictus criptogenetici, il riscontro di un aneurisma del setto interatriale deve portare alla ricerca di un eventuale forame ovale pervio. Le metodiche diagnostiche sono il color Doppler trans toracico e transesofageo, oppure metodiche ecografiche con mezzo di contrasto (soluzione salina agitata)  con approccio transtoracico o transesofageo o transcranico.
La TAC multistrato e la RMN cardiaca possono essere utili nella diagnosi, ma non sono strumenti diagnostici di routine nell'aneurisma del setto interatriale.

## Trattamento
L'aneurisma del setto interatriale isolato e non complicato non richiede trattamento specifico ma solo il follow up.
La presenza di aneurisma del setto interatriale e/o forame ovale pervio, associata a chiara evidenza di episodi ischemici cerebrali,  può rappresentare un'indicazione, sia pure basata sul più basso livello di evidenza scientifica,  all'uso della aspirina o della terapia anticoagulante orale o alla chiusura trans catetere del forame ovale con appositi device. L'uso di dispositivi di chiusura percutanea è indicato solo in prevenzione secondaria nei pazienti con trombosi venosa profonda o diatesi trombofilica o in quelli con ischemia cerebrale recidivante nonostante terapia anticoagulante o  con controindicazioni alla stessa. 
Un recente Consensus suggerisce di basare la decisione sul tipo di trattamento sui seguenti parametri: stroke o eventi ischemici dimostrati con neuroimaging, shunt severo e permanente all'ecografia transesofagea e transcranica.

### Raccomandazioni del NICE
Una chiara superiorità della chiusura del forame ovale rispetto alla terapia medica non è stata comunque stabilita dagli studi finora condotti. Il National Institute for Health and Care Excellence, in un documento del 2013, conclude che il trattamento ottimale per il forame ovale pervio in pazienti con eventi tromboembolici rimane non definito, che l'efficacia della terapia farmacologica e della chiusura percutanea nel prevenire eventi ischemici cerebrali embolici da pervietà del forame ovale è sovrapponibile, forse con maggiore efficacia della metodica invasiva. In ogni caso il NICE raccomanda che, nei casi con indicazione appropriata, deve essere tenuto in considerazione la scelta del paziente in relazione ai rischi e benefici della terapia antiaggregante/anticoagulante a lungo termine e della chiusura percutanea.